# Dynjandi
Dynjandi ([ˈtɪnjantɪ], wymowaⓘ) – czwarty co do wysokości wodospad na Islandii i największy w Zachodnich Fiordach. 
Wysoki na 100 metrów Dynjandi charakteryzuje się szeroką, schodkową kaskadą, poniżej której znajduje się wiele małych wodospadów.  Niewiele dalej, zasilająca wodospad rzeka Dynjandisá uchodzi przez Arnarfjörður do Morza Grenlandzkiego. W pobliżu, bezpośrednio przy szosie numer 60, znajduje się bezpłatny plac campingowy. 
Dynjandi i inne wodospady w Dynjandisá i ich okolice zostały objęte ochroną jako pomniki przyrody w 1981 roku.